# Ordem de Kutuzov (Rússia)
A Ordem de Kutuzov (em russo: орден Кутузова, tr. Orden Kutuzova) é uma condecoração estatal da Federação Russa estabelecida na URSS em 29 de julho de 1942 e restabelecida em 7 de setembro de 2010. A Ordem de Kutuzov é concedida a líderes militares das Forças Armadas da Federação Russa por realizações notáveis no comando e controle de tropas. Também são premiada unidades militares.

## História
A Ordem de Kutuzov foi instituída na URSS em 1942. Após a dissolução da União Soviética, a condecoração foi mantida no sistema de premiações estatais da Federação Russa por meio da Resolução do Soviete Supremo da Federação Russa nº 2557-I, de 20 de março de 1992. No entanto, até 2010, a ordem não possuía um estatuto oficial nem uma descrição formal como condecoração estatal da Rússia.
O Decreto Presidencial nº 1099, de 7 de setembro de 2010, intitulado "Sobre medidas para o aperfeiçoamento do sistema estatal de condecorações da Federação Russa", estabeleceu o estatuto e a descrição da Ordem de Kutuzov.
Em janeiro de 2013 e abril de 2015, foram realizadas modificações no estatuto da ordem, permitindo que, além dos militares, também pudessem ser condecoradas unidades e formações das Forças Armadas da Federação Russa, outras tropas e órgãos, bem como instituições de ensino superior militar.

## Estatuto da Ordem

### Motivos para a atribuição
A Ordem de Kutuzov é concedida a comandantes de unidades militares, seus adjuntos, assim como a comandantes de batalhões e companhias pelos seguintes méritos:
- pela organização e condução bem-sucedidas de operações em que, apesar da superioridade numérica do inimigo, os objetivos da missão foram alcançados;
- pela resistência demonstrada na defesa contra ataques inimigos vindos do ar, terra e mar, garantindo a manutenção das áreas estratégicas sob controle e criando condições para futuras operações ofensivas;
- pela habilidade na organização do comando das tropas (forças), na criação de uma defesa bem estruturada e na manutenção de uma coordenação eficaz entre as unidades envolvidas na operação, resultando na derrota do inimigo em toda a sua profundidade tática e impedindo seu avanço;
- pela execução eficaz do combate terrestre e aéreo em condições de cerco por forças inimigas superiores, organizando uma retirada bem-sucedida sem perda significativa da capacidade de combate;
- pela captura de um importante ponto de resistência do inimigo com perdas mínimas, interrompendo suas comunicações, destruindo guarnições e bases na retaguarda, conquistando e mantendo áreas estratégicas, bem como repelindo decisivamente contra-ataques aéreos, terrestres e navais do inimigo;
- pelo cumprimento bem-sucedido de missões de combate, demonstrando coragem pessoal que resultou na destruição de alvos militares críticos e equipamentos inimigos em terra, no ar e no mar.

A Ordem de Kutuzov pode ser concedida a agrupamentos, formações e unidades militares das Forças Armadas da Federação Russa, bem como a outras tropas, forças e órgãos, pelos seguintes feitos:
- Atos de bravura e distinção em combates pela defesa da Pátria;
- Participação em operações de manutenção ou restauração da paz internacional e em operações antiterroristas;
- Execução de missões em que, apesar da forte resistência inimiga, os objetivos foram alcançados sem comprometer a capacidade de combate das unidades militares envolvidas;
- Demonstração de coragem e dedicação no cumprimento de missões de treinamento e combate;
- Alto desempenho na preparação militar.

A ordem também pode ser concedida a instituições de ensino militar superior e seus campi por contribuições significativas na formação de profissionais qualificados.
Além disso, militares estrangeiros pertencentes às forças armadas de nações aliadas, desde que sejam oficiais e tenham participado, em igualdade de condições com as forças russas, na organização e condução de operações bem-sucedidas de coalizões militares, podem ser agraciados com a condecoração.
A premiação pode ser concedida postumamente.

### Procedimento de uso
A insígnia da Ordem de Kutuzov é usada no lado esquerdo do peito e, quando combinada com outras ordens da Federação Russa, é posicionada após a Ordem de Júkov.
Para ocasiões especiais e uso diário com trajes civis, existe uma versão em miniatura da insígnia, que também é usada após a miniatura da Ordem de Júkov.
Na farda militar, a fita da Ordem de Kutuzov é fixada na barra de medalhas, posicionada após a fita da Ordem de Jukov.
Em trajes civis, a fita da Ordem de Kutuzov é usada em formato de roseta no lado esquerdo do peito.
Quando unidades militares são condecoradas, a insígnia e a fita da ordem são fixadas na parte frontal do Estandarte de Combate da unidade.

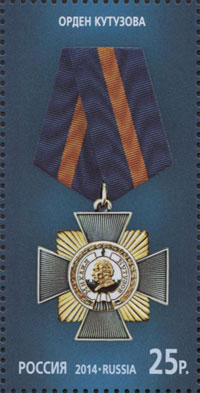
A Ordem de Kutuzov em um selo postal russo de 2014 da série "Prêmios Estatais da Federação Russa"

## Descrição da ordem

### Insígnia da Ordem
A insígnia da Ordem de Kutuzov tem o formato de uma cruz reta de quatro pontas, feita de prata, com extremidades alargadas.
Entre os braços da cruz, há raios dourados.
No centro, há um medalhão de prata coberto com esmalte branco, contornado por uma borda dourada larga, dentro da qual se encontra uma coroa de louros e carvalhos. Junto à borda interna, há uma faixa esmaltada em branco. No campo do medalhão, está o retrato dourado de perfil de Mikhail Kutuzov, voltado para a esquerda. Na metade inferior do medalhão, atrás do retrato, há uma representação da muralha do Kremlin.
Nas laterais da fita há uma inscrição em letras retas e douradas em relevo: “MIKHAIL KUTUZOV” (em russo: «МИХАИЛ КУТУЗОВ»).
A distância entre as pontas opostas da cruz é de 40 mm, assim como entre os raios dourados opostos. No verso da insígnia, está gravado o número de série da condecoração.
A insígnia é presa por meio de uma argola e um anel a um suporte pentagonal, coberto com uma fita de seda moiré.
A fita é de cor azul-escura, com 24 mm de largura, e possui uma faixa laranja central de 5 mm de largura.
Quando a ordem é concedida a unidades militares, a fita anexada ao Estandarte de Combate da unidade tem 100 mm de largura.

### Cópia em miniatura
A miniatura da insígnia da Ordem de Kutuzov é usada em um suporte. A distância entre as pontas opostas da cruz é de 15,4 mm. A altura do suporte, da ponta inferior até o meio do lado superior, é de 19,2 mm. O lado superior mede 10 mm de comprimento, cada lado inclinado tem 16 mm, e cada um dos lados que formam o ângulo inferior mede 10 mm.

### Barreta e roseta
Na farda militar, a fita da ordem é usada em uma barra com 8 mm de altura e 24 mm de largura.
Quando usada como roseta, a fita da Ordem de Kutuzov traz uma miniatura da insígnia em metal esmaltado. A distância entre as pontas da cruz na miniatura é de 13 mm, e o diâmetro da roseta é de 15 mm.

## Premiados
Em 9 de fevereiro de 2011, a Ordem de Kutuzov foi concedida ao 45.º Regimento Independente de Guardas da Força Aérea Russa, especializado em operações de forças especiais. 
Em 12 de junho de 2012, o Presidente da Federação Russa, Vladimir Putin, premiou a 393.ª Base Aérea de Aviação do Exército da Forças Aérea Russa com a Ordem de Kutuzov.
Em 1º de fevereiro de 2014, a Ordem foi concedida à 74.ª Brigada Independente de Guardas de Infantaria Motorizada Zvenigorod-Berlinská.
Pelo Decreto Presidencial da Federação Russa de 23 de maio de 2015, a Ordem de Kutuzov foi conferida à Academia Militar do Estado-Maior das Forças Armadas da Federação Russa, "pelos méritos na garantia da segurança do Estado, no fortalecimento da sua defesa e na formação de militares altamente qualificados". A condecoração foi entregue pelo Ministro da Defesa, general do exército Sergei Shoigu, em 19 de junho de 2015.
Em 8 de dezembro de 2015, o capitão Fyodor Vladimirovich Zhuravlyov (1988-2015) foi agraciado postumamente com a Ordem de Kutuzov, após sua morte durante o cumprimento de missões militares para proteger os interesses nacionais da Federação Russa na Síria. O capitão Maxim Alexandrovich Soroshenko (1984-2015) também foi premiado postumamente com a mesma ordem.
Em setembro de 2016, a Ordem de Kutuzov nº 008 foi concedida à Academia do Serviço Federal de Proteção da Rússia.
Em 1º de setembro de 2017, durante a entrega do diploma à Escola Militar Suvorov de Ecaterimburgo, o chefe de estado-maior do Distrito Militar Central, tenente-general Evgeny Alekseevich Ustinov, usou a barret da Ordem de Kutuzov no seu uniforme.
Em 18 de dezembro de 2018, o Presidente da Rússia, Vladimir Putin, entregou a Ordem ao Centro Internacional de Desminagem.
Outros agraciados com a Ordem de Kutuzov por decretos fechados incluem os major-generais  Alexey Rostislavovich Kim, Sergey Yurievich Kuzovlev, Valery Nikolaevich Solodchuk, e o major Rafael Khusnullin. Pelo Decreto nº 489 de 18 de agosto de 2018, a Ordem foi conferida postumamente ao tenente sênior Sergey Yurievich Yelin (1985-2018), que morreu durante o cumprimento de missões de combate na Síria.
Em 3 de maio de 2019, a Ordem foi entregue ao 2.º Regimento da Divisão Operacional de Propósito Separada Felix Dzerzhinsky da Guarda Nacional. Em 24 de dezembro de 2019, o 104.º Regimento de Guardas Aerotransportados também recebeu a Ordem.
Em 21 de fevereiro de 2020, o Ministro da Defesa da Rússia, general do exército Sergei Shoigu, entregou a Ordem à Academia Militar de Logística A. V. Khrulyov.
Em 14 de maio de 2021, a Ordem foi concedida ao 4.º Regimento da Divisão Operacional de Propósito Separada Felix Dzerzhinsky da Guarda Nacional.
Em 1º de setembro de 2022, a Ordem foi entregue à Escola Superior de Comando de Engenharia Militar de Tiumen A. I. Proshlyakov.
Em 2024, a Ordem foi concedida à Academia Militar de Smolensk.
Não há informações sobre a data da concessão da Ordem ao major-general Ivan Ivanovich Popov.

## Ligações
- Decreto do Presidente da Federação Russa de 7 de setembro de 2010 nº 1099 "Sobre medidas para melhorar o sistema de prêmios estaduais da Federação Russa" Cópia arquivada no Wayback Machine